# Невельская крепость
Невельская крепость — несохранившаяся деревянная крепость Невеля Псковской области.

## История
Первое упоминание Невеля как поселения датировано 1504 годом. Крепость здесь была основана в 1530-е годы в период регентства Елены Глинской как опорный пункт против Великого княжества Литовского. Использовалась в ходе русско-литовской войны 1561—1570 годов. В 1562 году литовцы разорили её окрестности, после чего князь Андрей Курбский безуспешно сразился с ними в битве под Невелем. В 1563 году Иван Грозный, направляясь к Полоцку, остановился в Невеле и приказал построить мосты для передвижения войск, что усилило его логистическую роль.  
В 1580 году польско-литовские войска под командованием Стефана Батория захватили крепость, но в 1582 году она вернулась к России по Ям-Запольскому перемирию. В Смутное время крепость успешно противостояла полякам, но по условиям Деулинского перемирия была закреплена за Речью Посполитой. В ходе Смоленской войны она была ненадолго под контролем России, но по Поляновскому миру вновь отошла Речи Посполитой. В начале русско-польской войны 1654—1667 годов Невель был взят русскими войсками, но в 1678 году передан Речи Посполитой. В её составе Невель пробыл до 1772 года, после чего окончательно вошёл в состав России.

## Описание
Крепость располагалась мысу, образованном изгибом реки Еменки при её выходе из озера Невель. Длина крепостных стен достигала около 880 м. Крепость не раз разрушалась в ходе военных действий, в частности, в 1580 году при осаде войском Стефана Батория, но затем отстраивалась. В наследие долгого пребывания в составе Речи Посполитой нередко называлась замком. Она простояла до начала XIX века, когда была срыта. На её месте в 1889 году построена щетинная фабрика. До наших дней дошли фрагменты земляного вала крепости и остатки рва.